# Adolf Stelter
Adolf Stelter (* 27. März 1882 in Jastrow; † 29. März 1956 in Erfurt) war ein deutscher Jurist und Politiker.

## Leben
Als Sohn eines Schönfärbermeisters geboren, studierte Stelter nach dem Besuch des Gymnasiums in Neustettin Rechtswissenschaften in Jena und Greifswald. Während eines Studiums wurde er 1900 Mitglied der Burschenschaft Germania Jena. Nach Erstem Staatsexamen 1903 und Zweitem Staatsexamen 1908 wurde er Assessor am Oberlandesgericht Posen. 1909 wurde er in Greifswald zum Dr. iur. promoviert. Am Ersten Weltkrieg nahm er von 1914 bis 1918 teil, zuletzt als Leutnant. Bis 1920 war er Rechtsanwalt und Notar in Straßburg, dann bis 1921 in Deutsch Krone und bis 1945 in Schneidemühl. In Straßburg und Schneidemühl war er Freimaurer.
1909 bis 1918 gehörte er der Nationalliberalen Partei (NLP), 1918 bis 1932 der Deutschen Demokratischen Partei (DDP)/Deutschen Staatspartei (DStP) an und war von 1910 bis 1920 Stadtverordneter in Straßburg sowie von 1926 bis 1933 in Schneidemühl. Der NSDAP schloss er sich nicht an, war jedoch Mitglied im Nationalsozialistischen Rechtswahrerbund (NSRB). 1945 floh er nach Erfurt, wurde in den Justizdienst übernommen und wurde Mitglied der Liberal-Demokratischen Partei Deutschlands (LDPD). 1945 wurde er Oberrichter beim Landgericht Erfurt. In der Folgezeit war er Stadtverordneter und ehrenamtlicher Stadtrat in Erfurt, sowie Erster Stellvertretender Vorsitzender des LDPD-Stadtverbandes Erfurt. 1947 wurde er Mitglied des Freien Deutschen Gewerkschaftsbundes (FDGB) und der Gesellschaft für Deutsch-Sowjetische Freundschaft (DSF). 1947 wurde er Oberrichter und Vorsitzender Richter bei der Kammer für Handelssachen, 1949 Vorsitzender Richter bei der Großen Strafkammer und 1950 bei der Zweiten Zivilkammer. 1949 bis 1950 war er Abgeordneter im Thüringer Landtag. Da er der SED mehrfach ideologisch negativ aufgefallen war, wurde er 1952 aus dem Justizdienst entlassen, sein Antrag auf Wiederzulassung als Rechtsanwalt 1953 abgelehnt. So wurde er Berater im Grundstücks- und Mietangelegenheiten.

## Veröffentlichungen
- Die rechtliche Stellung des Erben bei der Nachlassverwaltung. Dissertation Universität Greifswald 1909.

## Ehrungen
1917: Eisernes Kreuz, II. Klasse
1918: Eisernes Kreuz, I. Klasse